# Tain-l’Hermitage

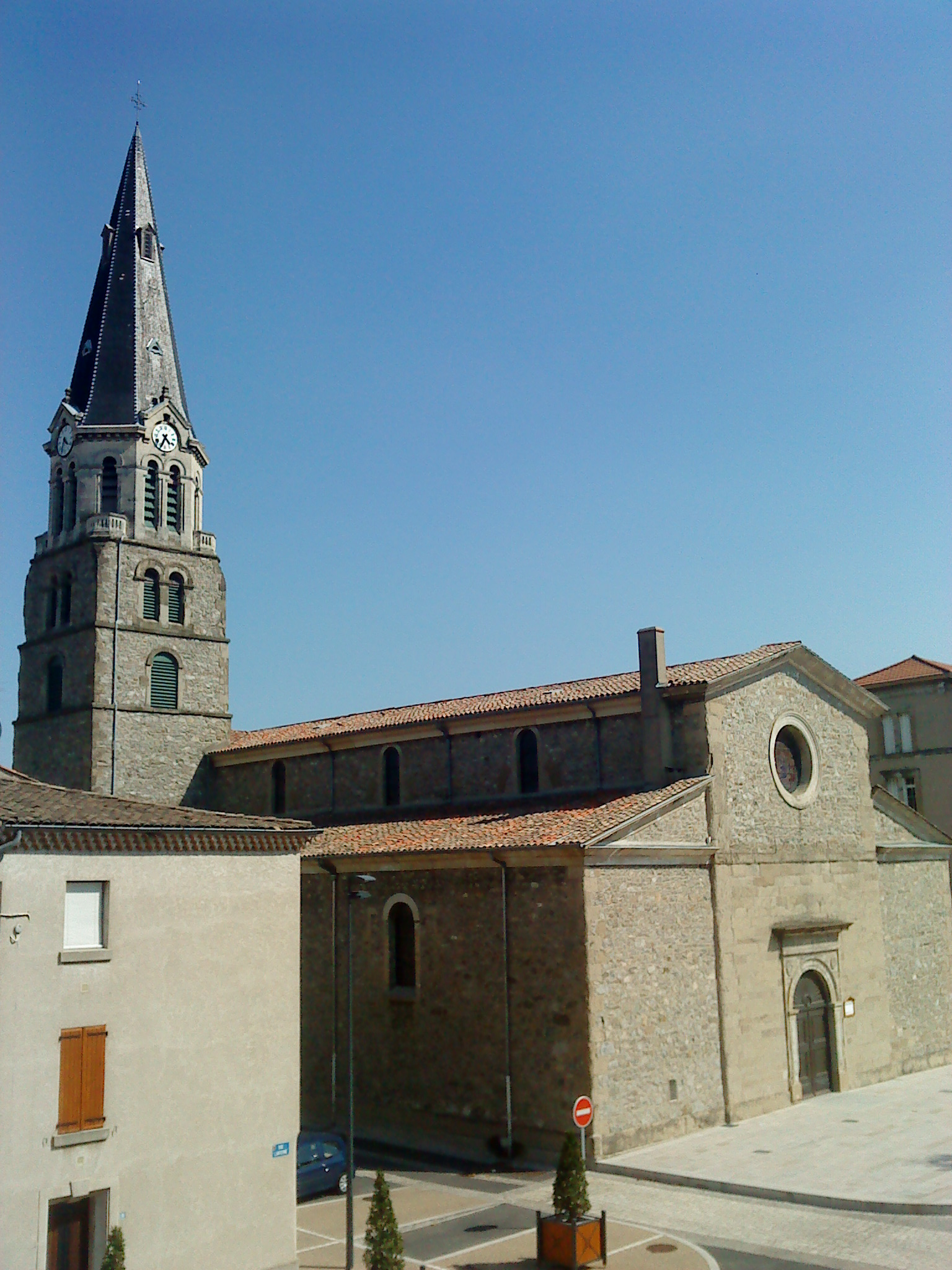
Kościół św. Wincenta, 2009

Tain-l’Hermitage – miejscowość i gmina we Francji, w regionie Owernia-Rodan-Alpy, w departamencie Drôme.
Według danych na rok 1990 gminę zamieszkiwały 5003 osoby, a gęstość zaludnienia wynosiła 1032 osoby/km² (wśród 2880 gmin regionu Rodan-Alpy Tain-l’Hermitage plasuje się na 172. miejscu pod względem liczby ludności, natomiast pod względem powierzchni na miejscu 1526.).

## Współpraca
- Fellbach, Niemcy
- Erba, Włochy